# これがキャイ〜ンだ!?
『これがキャイ〜ンだ!?』はフジテレビで1997年10月18日から1998年9月まで放送されていたバラエティ番組。
放送時間は1998年3月28日までは、土曜深夜27:10 - 27:40。その後、1998年4月からは月1回26:10 - 27:05の放送となり、タイトルも『これがキャイ〜ンだ!?○○スペシャル』として放送した。
その後、同年10月から『これがキャイ〜ンだろ!?』に改題し、週1のレギュラー放送として復活した。
キャイ〜ン初の冠番組で、かつ初のフジテレビでのレギュラー番組でもあり、時間移動や形式を変えながら『もしもツアーズ』が2022年9月にレギュラーを終了するまで25年間継続された。

## 出演
- キャイ〜ン
  - ウド鈴木
  - 天野ひろゆき
- 小橋賢児
- 山口紗弥加

ナレーター
- 奥田民義
- MODOKI

## 主なコーナー
クレクレウドラ
『クレクレタコラ』のパロディ。毎回ウド扮する「ウドラ」が体を張ってさまざまなことに挑戦する。次番組の『これがキャイ～ンだろ!?』でも、引き続き放送していた。
キャイ〜ンLIVE
キャイ〜ンの漫才ライブ。フジテレビのマルチシアターで収録していた。
Member Talk
レギュラーメンバーのトークコーナー。
Kind Driver
キャイ〜ン扮するブリーフブラザーズが、素人さんをタクシーで目的地まで送りながらトークをするコーナー。

## 60分時代からの主なコーナー
良いウド悪いウド普通のウド
タイトルは、キャイ〜ンの事務所の大先輩の萩本欽一の冠番組である『欽ドン!良い子悪い子普通の子』のパロディ。視聴者からの質問に、良いウド悪いウド普通のウドの3役に扮し、様々な回答をする。
漫画喫茶 南風
キャイ〜ンやゲストがアニメキャラのコスプレをして、トークをするコーナー。
次番組の『これがキャイ〜ンだろ!?』でも、引き続き放送していた。

## スタッフ
- 構成：遠藤みちスケ、鈴木おさむ、高橋マツピロ、中井まろやか
- タイトル：岩崎光明
- ディレクター：落合仁・須藤勝・山下浩一（以上BEE BRAIN）
- 演出：中村肇（BEE BRAIN）、坪田譲治（フジテレビ）
- 制作プロデューサー：西敏也（BEE BRAIN）
- プロデューサー：荒井昭博（フジテレビ）
- 企画協力：浅井企画
- 制作協力：ビー・ブレーン
- 制作：フジテレビ第二制作部
- 制作著作：フジテレビ